# スペクタキュラービッド
スペクタキュラービッド (Spectacular Bid) はアメリカ合衆国の競走馬。アメリカ競馬の黄金時代であった1970年代の最後の大物である。ケンタッキーダービー、プリークネスステークスのアメリカ二冠をはじめ、G1競走を13勝した。1980年にはエクリプス賞の年度代表馬を受賞した。
なお、読物によってはスペクタキュラービドという日本語表記も存在する。

## 戦績

### デビュー - 三冠レース
2歳となった1978年の6月にデビューし、当初こそ2敗を喫したものの、ワールズプレイグラウンドステークスで15馬身差の圧勝劇を演じたのを皮切りに連勝街道に乗る。シャンペンステークスを2馬身4分の3差、ローレルフューチュリティを8馬身2分の1差で勝利し、断然の評価でこの年の最優秀2歳牡馬に選ばれた。
フロリダで休養を過ごし、3歳時はハッチソンステークスから始動しキャンターのまま4馬身差で楽勝。12日後のファンテンオブユースステークスを8馬身差、更に連闘で臨んだフロリダダービーでは後方から捲り4馬身2分の1差、フラミンゴステークスではバックストレッチから一頭だけスパートを開始し、ゴール時には12馬身差と快進撃は止まるところを知らず、すでにケンタッキーダービーが9日後に迫っているなか、ブルーグラスステークスへと出走し、7馬身差で勝利する。
本番のケンタッキーダービーは、後方から捲り気味に進出し、ジェネラルアセンブリーを下して勝利。わずか5頭立ての少頭数となったプリークネスステークスは、4番手からバックストレッチで進出を開始し5馬身2分の1差をつけ、コースレコードに0秒2差の好タイムで優勝する。2歳時の敗戦からここまで12連勝で、圧倒的な強さに当時「2000mまでならセクレタリアトよりも上」との評価が出るほどであった。ところが、三冠のかかったベルモントステークスでは当日に安全ピンが蹄に刺さるというアクシデントがあり、コースタル、ゴールデンアクトの後塵を拝する3着に敗れてしまう。

### ジョッキークラブゴールドカップ
秋にはジョッキークラブゴールドカップで、1歳年上の三冠馬アファームドと対峙した。僅か4頭立てながら、アファームド、スペクタキュラービッド、コースタルと役者が揃っていた。レースでは、逃げるアファームドにスペクタキュラービッドが何度も競りかけるが、アファームドはその度に距離をとる。直線では内からコースタル、外からスペクタキュラービッドが襲い掛かるが、アファームドは更に伸び、ねじ伏せるような形で勝利した。スペクタキュラービッドは4分の3馬身遅れての2着だった。この敗戦により、最優秀3歳牡馬には選出されたが、年度代表馬はアファームドのものとなった。

### 古馬時代
古馬となったスペクタキュラービッドは、年初めのマリブステークスを馬なりで5馬身差の圧勝を遂げると、チャールズH. ストラブステークスで1:57.8という史上空前の世界レコードで勝利する。この後も圧勝で連勝を続け、アモリーL. ハスケルハンデキャップで名牝グローリアスソングを破ると、引退レースとなったウッドワードステークスはあまりの強さに他陣営が恐れをなし、1948年以来の単走のレースとなった。アファームドに敗れてから引退まで9連勝。生涯獲得賞金は278万1608ドルで、アファームドを抜いて当時の新記録だった。
競馬雑誌ブラッド・ホースによる20世紀のアメリカ名馬100選にて第10位にランキングされた。
主戦騎手のウィリー・シューメーカーは当馬をベストホースとして挙げている。

## 年度別競走成績
- 1978年（9戦7勝）
  - シャンペンステークス (G1) 、ローレルフューチュリティ (G1)
- 1979年（12戦10勝）
  - フロリダダービー (G1) 、フラミンゴステークス (G1) 、ブルーグラスステークス (G1) 、ケンタッキーダービー (G1) 、プリークネスステークス (G1) 、マールボロカップハンデキャップ (G1)
- 1980年（9戦9勝）
  - チャールズHストラブステークス (G1) 、サンタアニタハンデキャップ (G1) 、カリフォルニアンステークス (G1) 、アモリーL. ハスケルハンデキャップ (G1) 、ウッドワードステークス (G1) ※単走

## 種牡馬時代
引退したスペクタキュラービッドは、当時のレコードとなる総額2200万ドルでシンジケートが結成され、クレイボーンファームで種牡馬入りした。初年度となる1981年の種付け料は15万ドル。だが、種牡馬成績はG1勝ち馬が1頭と、多大な期待には遠く及ばず、繁殖牝馬の質と種付け料は低下の一途をたどった。1991年にニューヨーク州のミルファーファームに移動。死ぬまで種牡馬生活を続け、最終年には種付け料3500ドルで供用され、10頭の牝馬に種付けしていた。
2003年6月9日、スペクタキュラービッドは心臓発作のため27歳で死を迎えた。遺体はミルファーファームに埋葬された。なお、その約4カ月後にコンビを組んだシューメーカーがこの世を去っている。
通算の種牡馬成績は、勝ち上がり頭数253頭のうちステークス勝ち馬が47頭、獲得賞金は1900万ドル以上。母の父としては、スペクタキュラービッドが死んだ時点で69頭のステークス勝ち馬を出していて、そのなかには2001年カルティエ賞最優秀スプリンターのMozartなど8頭のG1勝ち馬が含まれている。

### 主な産駒
- Spectacular Love - ベルモントフューチュリティステークス
- Bite the Bullet - サンフォードステークス(G2)、種牡馬

### 母の父としての主な産駒
- Amonita(父Anabaa) - マルセルブサック賞
- オーブアンディアンヌ(父Bluebird) - イエローリボンインビテーショナルステークス
- Cara Rafaela(父Quiet American) - ハリウッドスターレットステークス
- Janet(父Emperor Jones) - ラモナハンデキャップ、イエローリボンステークス
- Magical Miss(父デインヒル) - VRCオークス、コーフィールド1000ギニー
- Mozart(父デインヒル) - ジュライカップ、ナンソープステークス
- Shame(父Scenic) - QTCサイアーズプロデュースステークス、コーフィールド1000ギニー
- Spectacular Tide(父Tsunami Slew) - ソードダンサーハンデキャップ
- ヘルスウォール（父エリシオ） - チューリップ賞

## 血統表
| スペクタキュラービッドの血統（ボールドルーラー系 / To Market 3x3=25.00%、 Blenheim II 5x5=6.25%） | スペクタキュラービッドの血統（ボールドルーラー系 / To Market 3x3=25.00%、 Blenheim II 5x5=6.25%） | スペクタキュラービッドの血統（ボールドルーラー系 / To Market 3x3=25.00%、 Blenheim II 5x5=6.25%） | （血統表の出典）     | （血統表の出典） |
| 父 Bold Bidder 1962 鹿毛 アメリカ                                                                 | 父の父Bold Ruler 1954 鹿毛 アメリカ                                                               | Nasrullah                                                                                         | Nearco               | Nearco           |
| 父 Bold Bidder 1962 鹿毛 アメリカ                                                                 | 父の父Bold Ruler 1954 鹿毛 アメリカ                                                               | Nasrullah                                                                                         | Mumtaz Begum         |                  |
| 父 Bold Bidder 1962 鹿毛 アメリカ                                                                 | 父の父Bold Ruler 1954 鹿毛 アメリカ                                                               | Miss Disco                                                                                        | Discovery            | Discovery        |
| 父 Bold Bidder 1962 鹿毛 アメリカ                                                                 | 父の父Bold Ruler 1954 鹿毛 アメリカ                                                               | Miss Disco                                                                                        | Outdone              |                  |
| 父 Bold Bidder 1962 鹿毛 アメリカ                                                                 | 父の母High Bid 1956 鹿毛 アメリカ                                                                 | To Market                                                                                         | Market Wise          | Market Wise      |
| 父 Bold Bidder 1962 鹿毛 アメリカ                                                                 | 父の母High Bid 1956 鹿毛 アメリカ                                                                 | To Market                                                                                         | Pretty Does          |                  |
| 父 Bold Bidder 1962 鹿毛 アメリカ                                                                 | 父の母High Bid 1956 鹿毛 アメリカ                                                                 | Stepping Stone                                                                                    | Princequillo         | Princequillo     |
| 父 Bold Bidder 1962 鹿毛 アメリカ                                                                 | 父の母High Bid 1956 鹿毛 アメリカ                                                                 | Stepping Stone                                                                                    | Step Across          |                  |
| 母 Spectacular 1970 芦毛 アメリカ                                                                 | 母の父Promised Land 1954 芦毛 アメリカ                                                            | Palestinian                                                                                       | Sun Again            | Sun Again        |
| 母 Spectacular 1970 芦毛 アメリカ                                                                 | 母の父Promised Land 1954 芦毛 アメリカ                                                            | Palestinian                                                                                       | Dolly Whisk          |                  |
| 母 Spectacular 1970 芦毛 アメリカ                                                                 | 母の父Promised Land 1954 芦毛 アメリカ                                                            | Mahmoudess                                                                                        | Mahmoud              | Mahmoud          |
| 母 Spectacular 1970 芦毛 アメリカ                                                                 | 母の父Promised Land 1954 芦毛 アメリカ                                                            | Mahmoudess                                                                                        | Forever Yours        |                  |
| 母 Spectacular 1970 芦毛 アメリカ                                                                 | 母の母Stop on Red 1959 栗毛 アメリカ                                                              | To Market                                                                                         | Market Wise          | Market Wise      |
| 母 Spectacular 1970 芦毛 アメリカ                                                                 | 母の母Stop on Red 1959 栗毛 アメリカ                                                              | To Market                                                                                         | Pretty Does          |                  |
| 母 Spectacular 1970 芦毛 アメリカ                                                                 | 母の母Stop on Red 1959 栗毛 アメリカ                                                              | Danger Ahead                                                                                      | Head Play            | Head Play        |
| 母 Spectacular 1970 芦毛 アメリカ                                                                 | 母の母Stop on Red 1959 栗毛 アメリカ                                                              | Danger Ahead                                                                                      | Lady Beware F-No.2-d |                  |